# Федеральная служба безопасности
Федеральная служба безопасности Российской Федерации (ФСБ России) — федеральный орган исполнительной власти, в пределах своих полномочий осуществляющий государственное управление в области обеспечения безопасности Российской Федерации, борьбы с терроризмом, защиты и охраны государственной границы Российской Федерации, охраны внутренних морских вод, территориального моря, исключительной экономической зоны, континентального шельфа Российской Федерации и их природных ресурсов, обеспечивающим информационную безопасность Российской Федерации и непосредственно реализующим основные направления деятельности органов федеральной службы безопасности, определённые законодательством Российской Федерации, а также координирующим контрразведывательную деятельность федеральных органов исполнительной власти, имеющих право на её осуществление.
Является основным правопреемником КГБ СССР.
Наделена правом ведения предварительного следствия и дознания, оперативно-разыскной и разведывательной деятельности. В ФСБ России предусмотрена военная и федеральная гражданская государственная служба. Относится к государственным военизированным организациям, которые имеют право приобретать боевое, ручное, стрелковое и иное оружие.
Руководство деятельностью ФСБ России осуществляется Президентом Российской Федерации.

## История
Предыстория
3 апреля 1995 года Президент Российской Федерации Борис Ельцин подписал Федеральный закон «Об органах федеральной службы безопасности в Российской Федерации», вступивший в силу 10 апреля 1995 года со дня его официального опубликования в Собрании законодательства Российской Федерации. В соответствии с ним, Федеральная служба контрразведки Российской Федерации была переименована в Федеральную службу безопасности Российской Федерации, при этом не проводилось организационно-штатных мероприятий, сотрудники службы (включая директора и его заместителей) оставались на своих должностях без переназначений и переаттестаций. 23 июня 1995 года соответствующие изменения «задним числом» были внесены в структуру федеральных органов исполнительной власти. Этим же указом были утверждены положение о службе и структуре её центрального аппарата, повторявшей структуру ФСК России за некоторыми исключениями (воссоздано следственное управление, появилось управление специальных операций, а секретариат преобразован в управление делами).

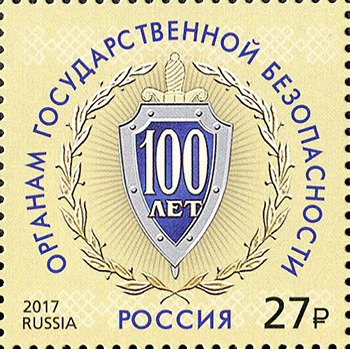
Почтовая марка, 2017 года. Федеральная служба безопасности. 100 лет органам государственной безопасности

Указом Президента Российской Федерации № 1280 от 20 декабря 1995 года «Об установлении Дня работника органов безопасности Российской Федерации» был установлен профессиональный праздник — День работника органов безопасности Российской Федерации, который отмечается 20 декабря — в этот день 1917 года была создана ВЧК.
14 августа 1996 года официальное наименование службы было изменено с «Федеральная служба безопасности Российской Федерации» на «Федеральная служба безопасности России». 9 сентября 1996 года переименование было отменено.
В мае 1997 года была произведена крупная реорганизация центрального аппарата: из 22 управлений осталось 5, остальные сгруппированы в 5 департаментов.
11 марта 2003 года Президент Российской Федерации В. В. Путин своим указом передал функции Федеральной пограничной службы Российской Федерации и часть функций Федерального агентства правительственной связи и информации при Президенте Российской Федерации в ведение ФСБ России.

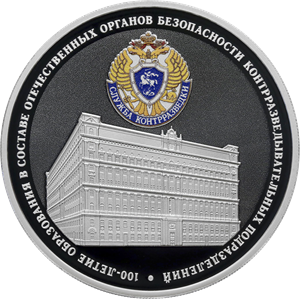
Монета Банка России — 100-летие образования в составе отечественных органов безопасности контрразведывательных подразделений

В июле 2004 года произведена следующая крупная реорганизация центрального аппарата: вместо департаментов созданы службы Федеральной службы безопасности, количество заместителей директора уменьшено с двенадцати до четырёх (включая двух первых).
28 августа 2006 года Президент Российской Федерации В. В. Путин своим указом изменил форму сотрудников с оливковой (общевойсковой) на иссиня-чёрную.
31 июля 2014 года Председатель Правительства Российской Федерации Дмитрий Медведев подписал постановление правительства № 743, по которому социальные сети, форумы и любые сайты для общения, доступные всем пользователям интернета, должны подключать оборудование и ПО для силовиков согласно плану мероприятий, разработанных ФСБ России. С помощью этого спецслужбы смогут в автоматическом режиме получать информацию о действиях пользователей этих сайтов, схема работает аналогично СОРМ. При этом представители интернет-отрасли не были ознакомлены с итоговым текстом закона, также неизвестно, за чей счёт будет устанавливаться оборудование.

### Вторжение на Украину
Подразделение ФСБ по Украине было значительно — с 30 до 160 сотрудников — расширено с 2019 года, по данным украинской разведки. Перед началом вторжения 2022 года ФСБ рапортовала руководству РФ о гостеприимном настроении жителей Украины в случае прибытия российских войск, несмотря на наличие противоречащих этому результатов опросов общественного мнения. ФСБ уверяла Путина, что Киев будет взят за несколько дней, правительство Украины свергнуто, а президент бежит, будет взят в плен или убит.
С 2022 года спецподразделения ФСБ «Вымпел» и «Альфа» участвуют в российском вторжении в Украину.
Во время вторжения России на Украину сотрудники ФСБ проводили фильтрационные мероприятия в Мариуполе, которые сопровождались обысками, допросами, принудительными отправками в Россию, избиениями и пытками.
Во время оккупации Балаклеи в местах заключения местных жителей присутствовали сотрудники ФСБ, допрашивавшие заключённых. Расследование украинских журналистов установило личности некоторых из действовавших в Балаклее сотрудников ФСБ.
В 2024 году подразделения «Вымпел» и «Альфа» участвуют в боях с украинскими войсками в Курской области РФ.

## Направления деятельности
В соответствии со статьёй 8 Федерального закона от 3 апреля 1995 г. № 40-ФЗ «О федеральной службе безопасности», деятельность органов ФСБ России осуществляется по следующим основным направлениям:
- контрразведывательная деятельность;
- борьба с терроризмом;
- борьба с особо опасными формами преступности;
- разведывательная деятельность;
- пограничная деятельность;
- обеспечение информационной безопасности;
- осуществление экономической безопасности.

Иные направления деятельности органов ФСБ России определяются федеральным законодательством:
- борьба с коррупцией[23].

Права и обязанности Федеральной службы безопасности Российской Федерации установлены статьями 12 и 13 федерального закона «О федеральной службе безопасности» № 40-ФЗ.

### Контрразведывательная деятельность

Эмблема Департамента военной контрразведки ФСБ России

Контрразведывательная деятельность — деятельность органов ФСБ России в пределах своих полномочий по выявлению, предупреждению, пресечению разведывательной и иной деятельности специальных служб и организаций иностранных государств, а также отдельных лиц, направленной на нанесение ущерба безопасности Российской Федерации.
В состав Службы контрразведки ФСБ России входит Департамент контрразведывательных операций (ДКРО ФСБ) России, имеющий в своём составе специальное подразделение, занимающееся исключительно борьбой с ЦРУ США. О подразделении стало известно после раскрытия агента ЦРУ США Райана Фогла.
Выступая на расширенной коллегии ФСБ 6 марта 2019 года, Владимир Путин отметил, что только в 2018 году органами контрразведки была пресечена деятельность 129 кадровых сотрудников и 465 агентов иностранных спецслужб. «Мы видим, что зарубежные разведки стремятся наращивать свою активность на российском направлении, всеми путями ищут доступ к сведениям политического, экономического, научного, технологического характера», — отметил Путин.

### Борьба с преступностью и терроризмом

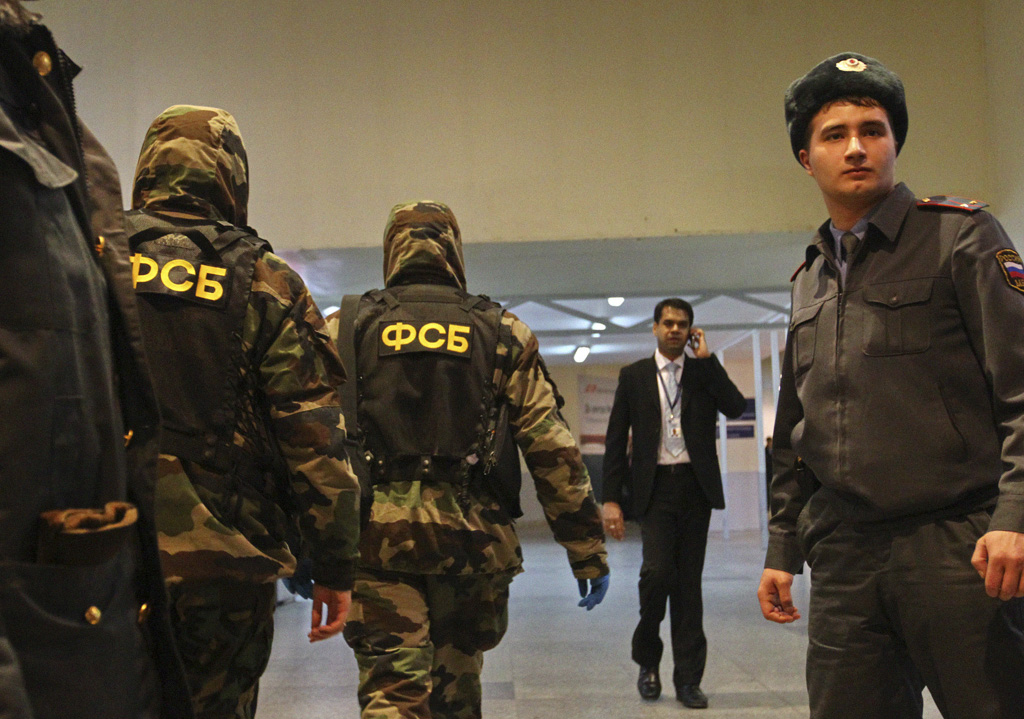
Сотрудники спецподразделения ФСБ России в аэропорту Домодедово после теракта 2011 года

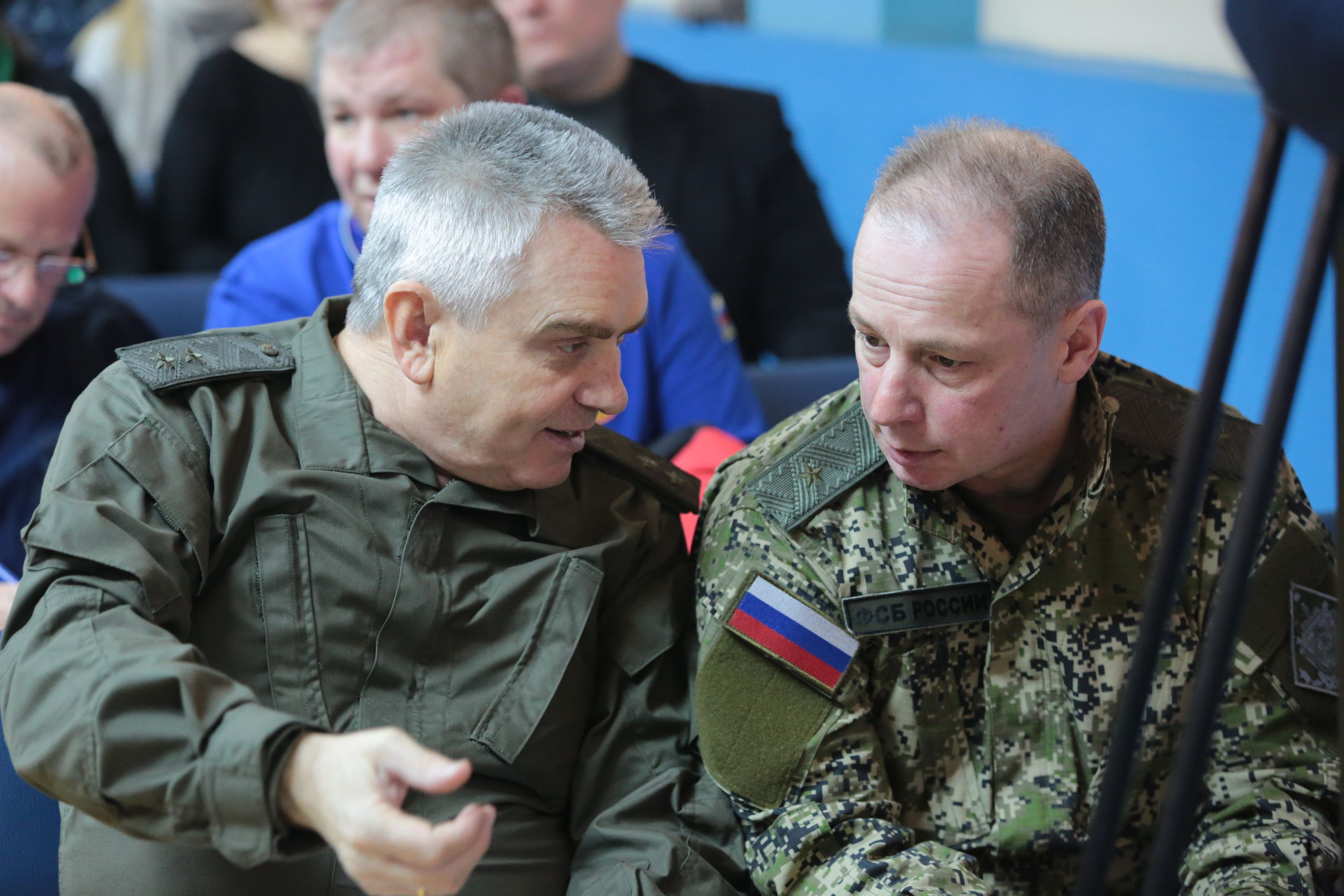
Сотрудники ФСБ России после катастрофы Boeing 737 в аэропорту Ростова-на-Дону, март 2016 года

Органы ФСБ России в соответствии с законодательством Российской Федерации осуществляют оперативно-разыскные мероприятия по выявлению, предупреждению, пресечению и раскрытию шпионажа, террористической деятельности, организованной преступности, коррупции, незаконного оборота оружия и наркотических средств, контрабанды и других преступлений, дознание и предварительное следствие по которым отнесены законом к их ведению, а также по выявлению, предупреждению, пресечению и раскрытию деятельности незаконных вооружённых формирований, преступных групп, отдельных лиц и общественных объединений, ставящих своей целью насильственное изменение конституционного строя Российской Федерации. На органы ФСБ России нормативными правовыми актами федеральных органов государственной власти могут возлагаться и другие задачи в сфере борьбы с преступностью.

### Разведка
Разведка — деятельность органов ФСБ России в пределах Российской Федерации по добыче, доставке и обработке секретной информации, связанной с организованными преступными и террористическими группировками. Разведывательная деятельность за пределами РФ осуществляется органом внешней разведки — СВР России в соответствии с Федеральным законом Российской Федерации «О внешней разведке».

### Пограничная деятельность
Направлениями пограничной деятельности являются:
- защита и охрана Государственной границы Российской Федерации в целях недопущения противоправного изменения прохождения Государственной границы Российской Федерации, обеспечения соблюдения физическими и юридическими лицами режима Государственной границы Российской Федерации, пограничного режима и режима в пунктах пропуска через Государственную границу Российской Федерации;
- защита и охрана экономических и иных законных интересов Российской Федерации в пределах приграничной территории, охрана морских биологических ресурсов в пределах исключительной экономической зоны и континентального шельфа Российской Федерации, а также охрана за пределами исключительной экономической зоны Российской Федерации запасов анадромных видов рыб, образующихся в реках Российской Федерации, трансграничных и далеко мигрирующих видов рыб в соответствии с международными договорами Российской Федерации и (или) законодательством Российской Федерации.

### Обеспечение информационной безопасности
Обеспечение информационной безопасности — деятельность органов ФСБ России, осуществляемая ими в пределах своих полномочий:
- при формировании и реализации государственной и научно-технической политики в области обеспечения информационной безопасности, в том числе с использованием инженерно-технических и криптографических средств;
- при обеспечении криптографическими и инженерно-техническими методами безопасности информационно-телекоммуникационных систем, а также систем шифрованной, засекреченной и иных видов специальной связи в России и её учреждениях, находящихся за пределами России.
- лицензирование и сертификация отдельных видов деятельности, предусматривающих допуск к государственной тайне Российской Федерации.

### Кадровый состав
Органы ФСБ России комплектуются сотрудниками (в том числе и на конкурсной основе), и состоят из военнослужащих и гражданского персонала. Причём военнослужащие, за исключением Пограничной службы, комплектуются преимущественно из офицерского состава.

## Структура органов ФСБ России

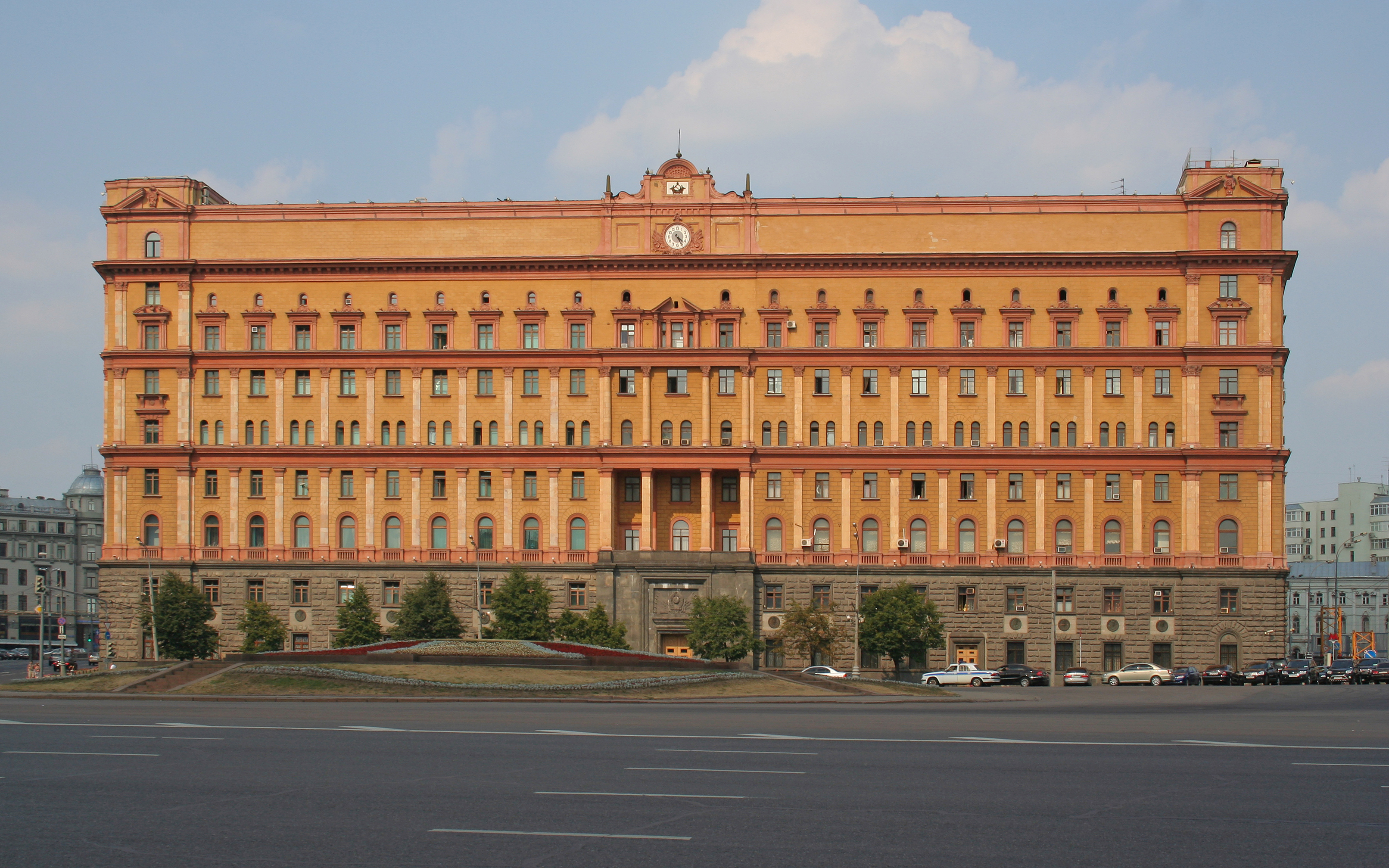
Комплекс ФСБ России на Лубянской площади. В центре самое знаменитое из зданий — главное здание советских органов госбезопасности в 1919—1991 годах. Слева, на другой стороне Большой Лубянки — нынешнее главное здание ФСБ России (построено в начале 1980-х)

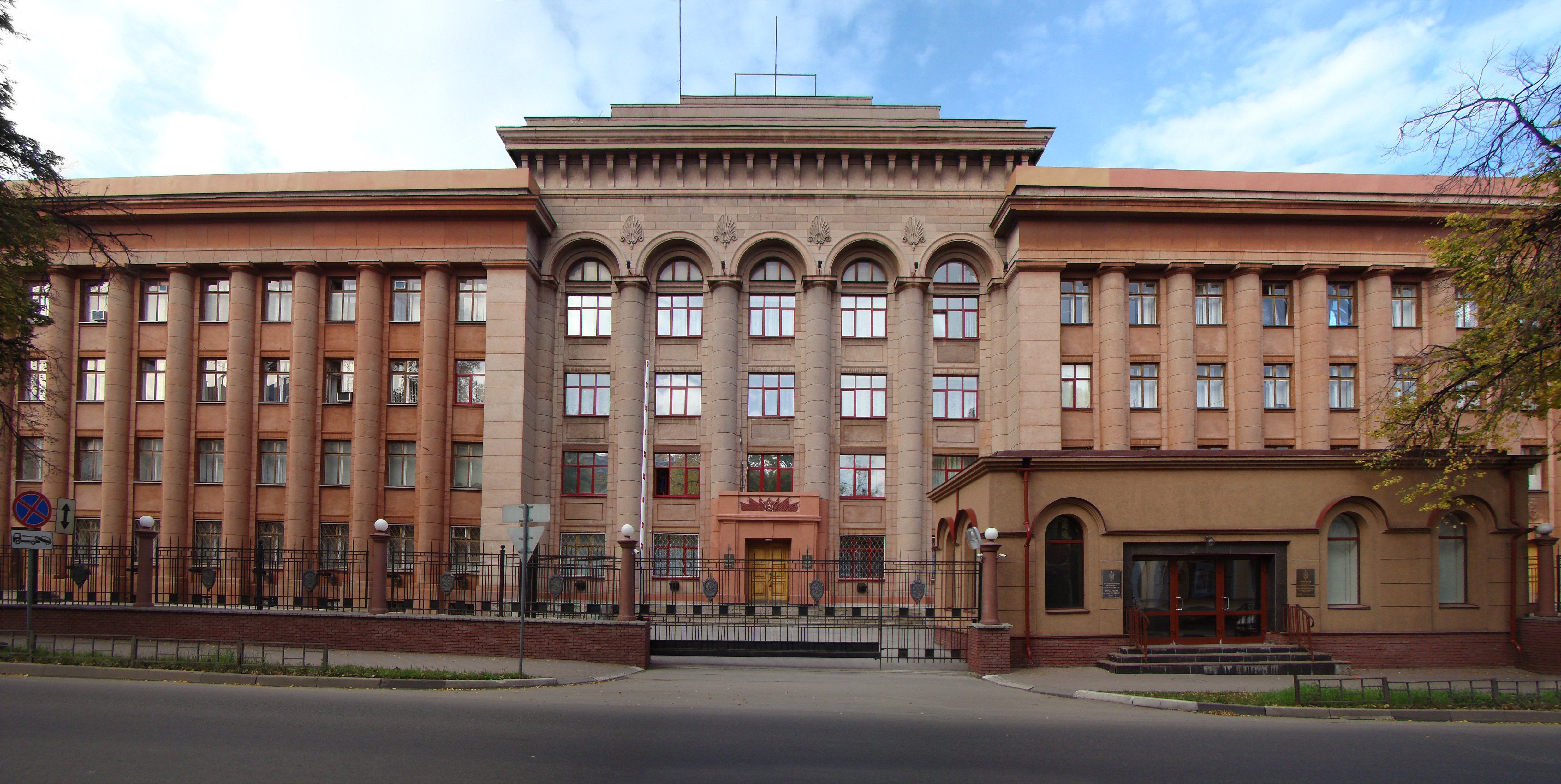
Здание Управления ФСБ России в Нижнем Новгороде на пересечении Большой и Малой Покровских улиц

К органам Федеральной службы безопасности Российской Федерации относятся:
- Аппарат Национального антитеррористического комитета (НАК)
- Первая служба — Служба контрразведки (СКР)
  - Департамент контрразведывательных операций[англ.] (ДКРО)
  - Департамент военной контрразведки (ДВКР). Курирует Минобороны, Генеральный штаб и Росгвардию. Сотрудники ДВКР находятся при каждом Военном округе и некоторых отдельных воинских частях, а также прикомандированы к главному штабу ВДВ, базе ГРУ «Сенеж» и российским военным базам в Абхазии, Армении, Кыргызстане, Таджикистане, Приднестровье, Сирии и Вьетнаме.
    - Оперативное управление
    - УФСБ по 12-му ГУ МО
    - УФСБ по ВКС
    - УФСБ по Росгвардии
    - Отдел ФСБ по военным академиям и научно-исследовательским институтам
    - Управления ФСБ по военным округам: Западный, Восточный, Центральный, Южный
    - Управление ФСБ по Балтийскому флоту и войскам в Калининградской области
    - Управления ФСБ по Северному флоту, Тихоокеанскому флоту, Черноморскому флоту
    - Управления ФСБ по ракетной армии (27-я, 31-я, 33-я)

  - Управление координации и анализа контрразведывательной деятельности (УКАКРД)
  - Управление информационного обеспечения оперативно-разыскной деятельности (УИООРД)
  - Управление специальных мероприятий (УСМ)
  - Управление контрразведки на объектах
  - Центр информационной безопасности (ЦИБ)
- Вторая служба — Служба по защите конституционного строя и борьбе с терроризмом (СЗКСБТ)[25]
  - Управление по противодействию терроризму и политическому экстремизму (УПТПЭ)
  - Управление по борьбе с международным терроризмом (УБМТ)
  - Организационно-оперативное управление (ООУ)
  - Оперативно-разыскное управление (ОРУ)
  - Центр специального назначения ФСБ России (ЦСН)
    - Управление «А» («Альфа»)
    - Управление «В» («Вымпел»)
    - Управление «С» (Управление специальных операций — УСО)
    - Управление «К» (Кавказ, ранее — Служба специального назначения по г. Ессентуки (СН))
    - Управление «Т» (Таврида) (Крым, ранее — 2-я служба «СН» (специального назначения))
    - Служба применения специального вооружения (СПСВ)
- Третья служба — Научно-техническая служба (НТС)
  - Управление специальной связи
  - Центр защиты информации и специальной связи (8 центр)
  - Управление заказов и поставок вооружений, военной и специальной техники
  - Управление оперативно-технических мероприятий (УОТМ)
  - НИИ информационных технологий
  - Научно-исследовательский центр
- Четвёртая служба — Служба экономической безопасности (СЭБ)
  - Управление по контрразведывательному обеспечению предприятий промышленности («П»)
  - Управление по контрразведывательному обеспечению транспорта и связи («Т»)
  - Управление по контрразведывательному обеспечению кредитно-финансовой системы («К»), управление по борьбе с контрабандой и незаконным оборотом наркотиков («Н») вошло в состав управления «К».
    - 1 отдел
    - 2 отдел (курирует банки, страховые компании)
    - 3, 4, 5 отделы
    - 6 отдел (борьба с фальшивомонетчиками, с подделкой миграционных документов)
    - 7 отдел (курирует таможенные органы, борьба с контрабандой)
    - 8 отдел (борьба с незаконной торговлей взрывчатыми, химическими и ядовитыми веществами)
    - Отделы по борьбе с наркоторговлей, преступностью, ворами в законе

  - Финансовый отдел
  - Организационно-аналитическое управление (ОАУ)
- Пятая служба — Служба оперативной информации и международных связей (СОИМС). Служба осуществляет деятельность за рубежом, её сотрудники работают советниками во многих российских посольствах и торговых представительствах. ФСБ взаимодействует с 204 спецслужбами, правоохранительными органами и пограничными структурами 104 государств. Пятая служба взаимодействует с ЦРУ, АНБ, ФБР, Моссадом, БНД (Германия). Сотрудничество происходит в рамках борьбы с терроризмом, киберпреступлениями и организованной преступностью.
  - Департамент оперативной информации (ДОИ)
  - Аналитическое управление
  - Управление стратегического планирования
  - Отдел открытой информации
  - Управление международного сотрудничества (УМС)
  - АПФСБ (аппарат представителей ФСБ в иностранных государствах)
- Шестая служба — Служба организационно-кадровой работы (СОКР)
  - Управление кадров
  - Организационно-штатное управление
  - Управление специальных регистраций
- Седьмая служба — Служба обеспечения деятельности (СОД). Занимается хозяйственным и строительным обеспечением ФСБ.
  - Управление материально-технического обеспечения (УМТО)
  - Управление капитального строительства
  - Военно-строительное управление
  - Финансово-экономическое управление
  - Отдел вооружения, служба технических инспекций и пожарного надзора (ОВиСПН)
  - Региональные подразделения
- Управление «М» (контрразведывательное обеспечение МВД России, МЧС России, Минюста России и остальных органов). По некоторым данным, Управление «М» стало обособленным подразделением, является частью ЦА ФСБ и подчиняется директору ФСБ.
  - Первая служба
    - Первый отдел (курирует центральный аппарат МВД)
    - Второй отдел (контроль подразделений МВД, осуществление ОРМ, агентурной работы)
    - Третий отдел (информационный отдел)
    - Четвёртый отдел (делопроизводство, архив)

  - Вторая служба (курирует МЧС)
    - Первый и второй отделы

  - Третья служба (курирует Минюст и ФСИН)
    - Первый и второй отделы
- Управление собственной безопасности (УСБ)
  - Первая служба (контроль ЦА ФСБ)
  - Вторая служба (контроль подразделений, подчиненных ЦА ФСБ)
  - Третья служба (контроль региональных управлений ФСБ)
  - Четвёртая служба (контроль прикомандированных сотрудников ФСБ)
  - Пятая служба
  - Шестая служба (госзащита свидетелей, оперативное сопровождение уголовных дел)
- Контрольная служба (КС) — плановые проверки и финансовые ревизии в подразделениях ФСБ.
  - Инспекторское управление
  - Контрольно-ревизионное управление
  - Инспекция по личному составу
- Следственное управление (СУ)
- Оперативно-поисковое управление
- Управление радиоконтрразведки
- Управление регистрации и архивных фондов (УРАФ)
- Центр специальной техники ФСБ
  - Институт криминалистики ФСБ
- Управления, центры, подразделения
  - Управления (отделы) ФСБ России по отдельным регионам и субъектам Российской Федерации (территориальные органы безопасности)
  - другие управления (отделы) ФСБ России, осуществляющие отдельные полномочия данного органа или обеспечивающие деятельность органов ФСБ России (другие органы безопасности)
  - Авиационные, железнодорожные, автотранспортные формирования, центры специальной подготовки, подразделения специального назначения, предприятия, образовательные учреждения, научно-исследовательские, экспертные, судебно-экспертные, военно-медицинские и военно-строительные формирования, санатории и иные учреждения или подразделения, предназначенные для обеспечения деятельности федеральной службы безопасности

## Руководство ФСБ России

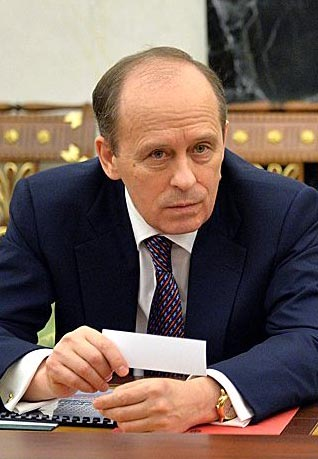
Директор ФСБ России Александр Васильевич Бортников

- Директор: Александр Бортников, генерал армии. с 12 мая 2008 года.
- Первый заместитель директора: Сергей Королёв. Назначен указом В. В. Путина 24 февраля 2021 года[26].

## Оценка численности состава
Личный состав сотрудников, в том числе государственных гражданских служащих органов ФСБ России, является государственной тайной.
По оценкам Федерального ведомства по охране конституции Германии, в ФСБ работает около 350 000 человек. Из них 66 200 военнослужащих, в том числе около 8000 военнослужащих спецназа ФСБ (Альфа, Вымпел и другие группы). В нём также работают сотрудники Пограничной службы, их примерно 160 000—200 000.

## Коды номерных знаков
Код номерных знаков транспортных средств ФСБ России — 10;
Пограничной службы ФСБ России — 12.

## Реакция и оценки на создание Росгвардии
5 апреля 2016 года пресс-секретарь Президента России Владимира Путина Дмитрий Песков заявил, что создание Войск национальной гвардии, которые заменят Внутренние войска МВД России, не связано с кризисом доверия к другим силовым структурам.
В этот же день глава московского профсоюза сотрудников полиции Михаил Пашкин отметил, что функции Национальной гвардии будут частично совпадать с функциями ФСБ России, в частности, в задачах по борьбе с терроризмом. Генерал-майор в отставке ФСБ России Василий Ерёменко предположил, что Национальная гвардия, в отличие от ФСБ России, будет проводить крупные контртеррористические операции внутри страны.
Американская разведывательно-аналитическая компания «Stratfor» расценила создание Национальной гвардии как попытку президента Владимира Путина обезопасить себя от возможной нелояльности других силовых ведомств, в том числе вооружённых сил, «в случае государственного переворота».

## Обвинения в нарушении прав человека
По данным Организации Объединённых Наций в Крыму ФСБ применяло пытки с элементами сексуального насилия по отношению к проукраинским активистам, заставляя их признаться в преступлениях, связанных с терроризмом. Задержанных подвергали избиениям, пытали ударами тока в гениталии и угрожали изнасилованием. Сообщалось о незаконных задержаниях, которые касались в большинстве случаев крымских татар.

## Санкции
2 марта 2021 года Госдепартамент США ввёл санкции против ФСБ из-за отравления Алексея Навального, так как «ФСБ участвует в политическом преследовании противников режима Президента Владимира Путина и действует в качестве ключевого политического силовика». Одновременно в санкционный список включён действующий Директор ФСБ Бортников.
28 июня 2022 года из-за вторжения России на Украину, Госдепартамент США ввёл санкции против ФСБ, отмечая, что «достоверные источники указывали на участие ФСБ в нарушении прав человека и нападках на украинских граждан», также, по данным Госдепартамента, ФСБ принимает участие в принудительном перемещении украинских граждан из мест их проживания и совершает иные действия, направленные против них. Ранее Управление по контролю за иностранными активами Минфина США накладывал санкции в отношении ФСБ в исполнении Закона о противодействии противникам Америки посредством санкций в отношении злонамеренных действий в киберпространстве.
1 марта 2022 года ФСБ внесена в санкционный список Японии. 24 февраля 2023 года ФСБ внесена в санкционный список Канады. 1 апреля 2023 года ФСБ внесена в санкционный список Украины.
27 апреля 2023 года США ввели блокирующие санкции против ФСБ за «неправомерное задержание американских граждан», в частности за задержание Эвана Гершковича и Пола Уилана.

## Похожие спецслужбы
- США — Федеральное бюро расследований, Агентство национальной безопасности
- Великобритания — MI5
- Германия — Федеральная служба защиты конституции Германии, Служба военной контрразведки
- Чехия — Служба безопасности и информации
- Польша — Агентство внутренней безопасности
- Швеция — СЭПО
- Китай — Министерство государственной безопасности КНР
- Израиль — Шабак
- Иран — Министерство информации и национальной безопасности Ирана
- Сирия — Главное управление безопасности
- Афганистан (не талибский) — Национальный директорат безопасности Афганистана
- Украина — Служба безопасности Украины
- Беларусь — Комитет государственной безопасности Беларуси
- Казахстан — Комитет национальной безопасности Казахстана
- Грузия — Служба государственной безопасности Грузии
- Армения — Служба национальной безопасности Армении
- Кыргызстан — Государственный комитет национальной безопасности
- Узбекистан — Служба государственной безопасности
- Туркменистан — Министерство национальной безопасности Туркменистана
- Эстония — Охранная полиция Эстонии